# Curienne
Curienne är en kommun i departementet Savoie i regionen Auvergne-Rhône-Alpes i sydöstra Frankrike. Kommunen ligger i kantonen Saint-Alban-Leysse som tillhör arrondissementet Chambéry. År 2022 hade Curienne 693 invånare.

## Befolkningsutveckling
Antalet invånare i kommunen Curienne
| Referens: INSEE |